# ۱۱ اردیبهشت
۱۱ اردیبهشت چهل و دومین روز سال در گاه‌شماری خورشیدی است. به پایان سال ۳۲۳ روز (۳۲۴ روز در سال کبیسه) باقی‌است.

## رویدادها
- ۱۲۱۶ - انتشار کاغذ اخبار نخستین نشریه فارسی‌زبان در تهران
- ۱۲۸۸ - محمدعلی‌شاه قاجار فرمان عفو عمومی و فرمان مربوط به احیای مشروطیت را صادر کرد و تاریخ برگزاری انتخابات مجلس شورای ملی را تعیین کرد
- ۱۳۲۵ - تظاهرات کارگران کرمانشاه به مناسبت روز جهانی کارگر مورد حملهٔ پلیس قرار گرفت. در این تظاهرات ۱۴ کارگر کشته و ۱۲۰ کارگر زخمی شدند[۱]
- ۱۳۳۱ - بنای جدید (فعلی) آرامگاه سعدی افتتاح شد
- ۱۳۴۷ - گشایش بنای جدید آرامگاه حکیم ابوالقاسم فردوسی در توس
- ۱۳۵۹ - در لندن مردان مسلح سفارت ایران در لندن را اشغال کردند و آزادی همفکرانشان در ایران را خواستار شدند

## زادروزها
- ۱۳۵۴ - علی پهلوان، خواننده، گیتاریست، شاعر، تدوینگر و تنظیم موسیقی
- ۱۳۵۴ - نیما نکیسا، بازیکن فوتبال
- ۱۳۶۲ - مسعود همامی، بازیکن فوتبال

## درگذشت‌ها
- ۱۳۵۸ - مرتضی مطهری، روحانی و استاد دانشگاه (زاده ۱۲۹۸)[۲][۳]
- ۱۳۸۳ - کیومرث صابری فومنی، نویسنده و طنزنویس، بنیانگذار مؤسسه گل آقا (زاده ۱۳۲۰)
- ۱۳۸۸ - دلارا دارابی، شهروندی ایرانی که به اتهام قتل اعدام شد
- ۱۳۸۹ - محمد بهمن بیگی، نویسنده
- ۱۴۰۴ - علی یخکشی، فعال محیط زیست و نویسنده

## مناسبت‌ها
- روز جهانی کارگر